# Liste von Kampfhandlungen polnischer Streitkräfte im Zweiten Weltkrieg

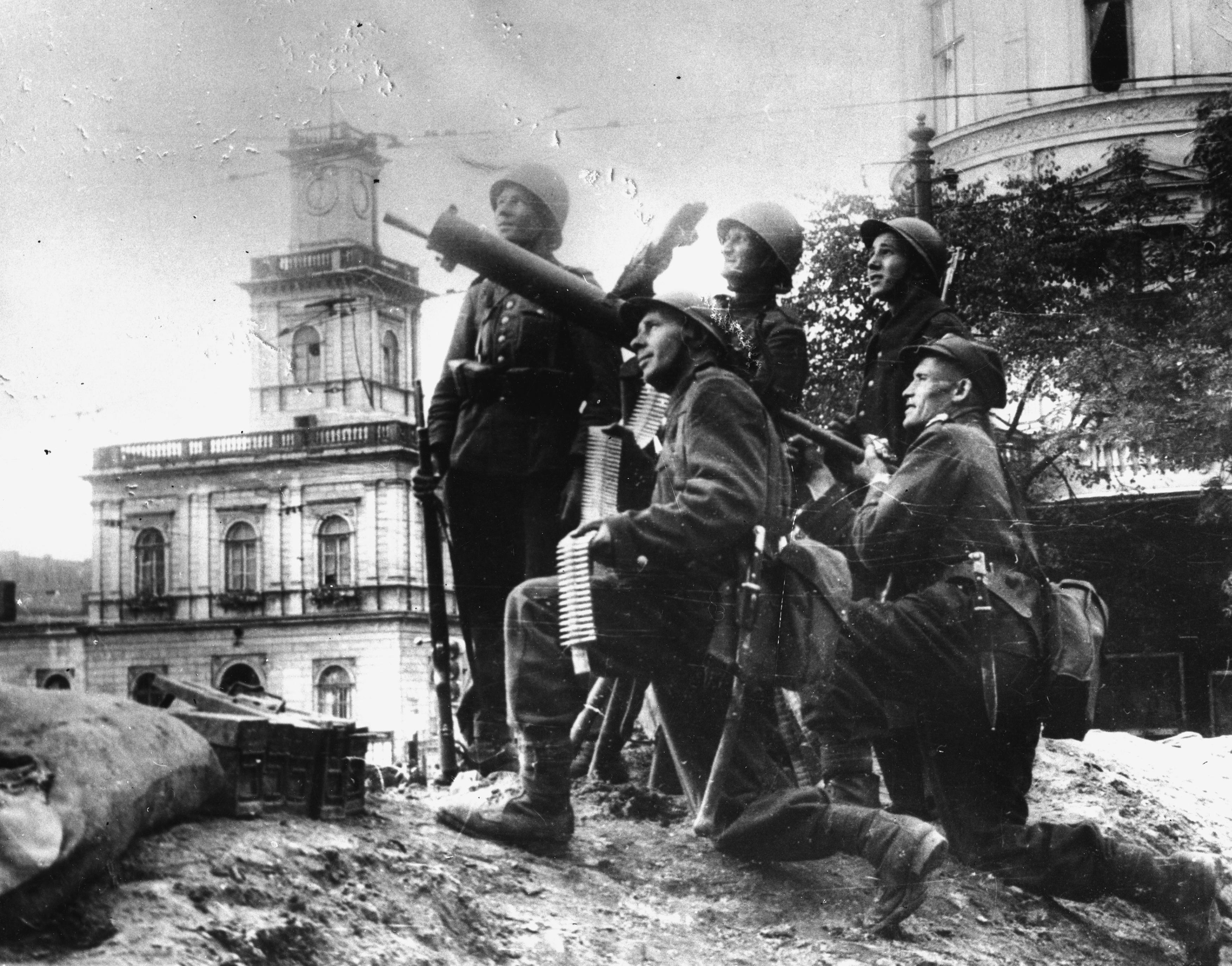
Polnische Soldaten in Warschau

Die Liste von Kampfhandlungen polnischer Streitkräfte im Zweiten Weltkrieg enthält eine Auswahl an Kämpfen und Schlachten, an denen polnische Streitkräfte im Zweiten Weltkrieg teilnahmen.

## Polnische Streitkräfte beim Überfall auf Polen 1939
- Kampf um die Brester Festung (1939)
- Schlacht an der Bzura
- Gefecht um das polnische Postamt in Danzig

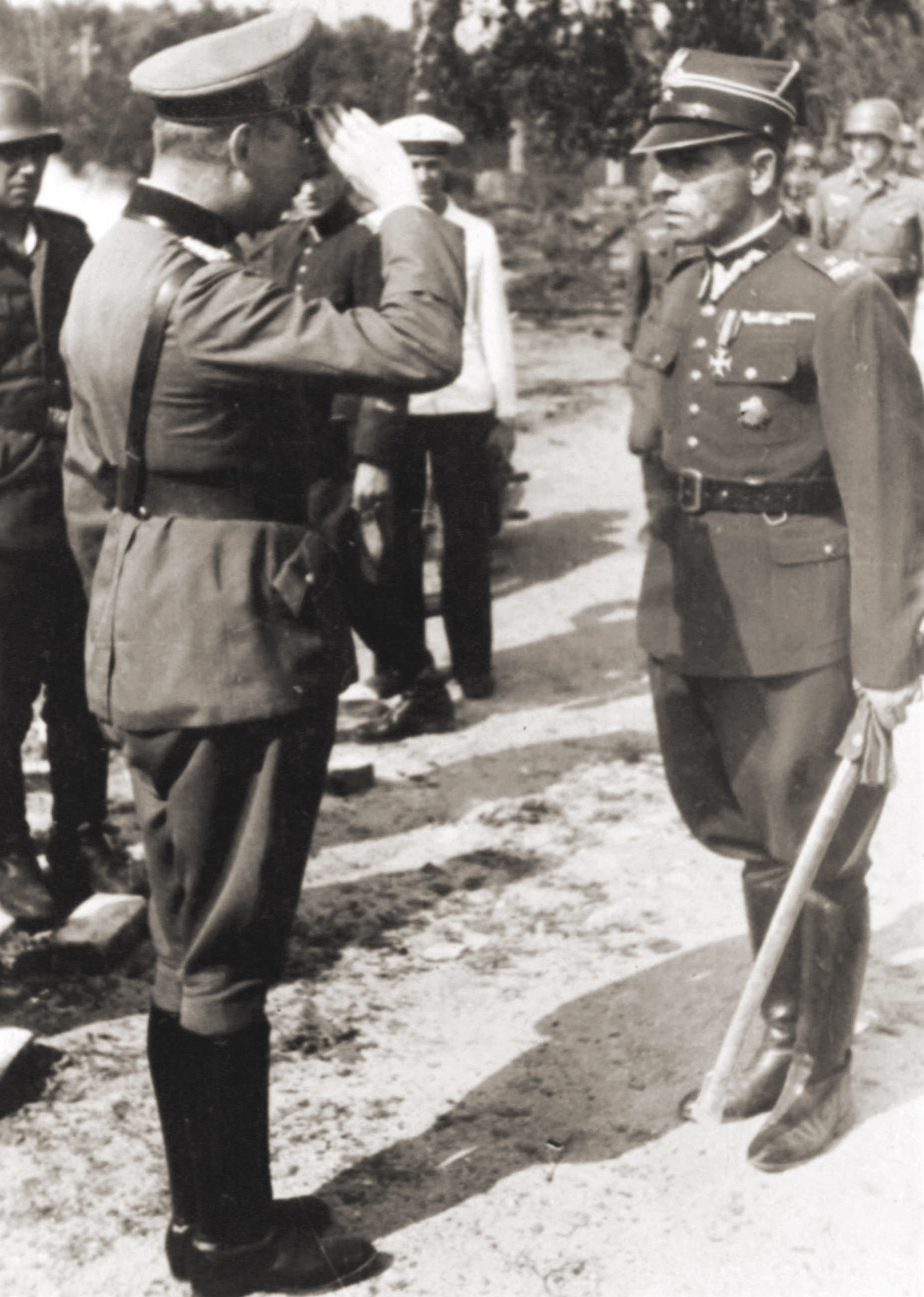
F. Eberhardt nimmt die Kapitulation der Westerplatten-Garnison durch H. Sucharski an

- Belagerung der Halbinsel Hel
- Schlacht in der Kampinos-Heide
- Schlacht bei Kock

- Gefecht bei Krojanty
- Schlacht von Mława
- Schlacht um Modlin
- Schlacht bei Radom
- Schlacht bei Szack
- Schlacht in der Tucheler Heide
- Schlacht um Warschau (1939)
- Kampf um die Westerplatte
- Luftangriff auf Wieluń
- Schlacht bei Wizna

## Polnische Streitkräfte im Partisanenkrieg 1939–1945

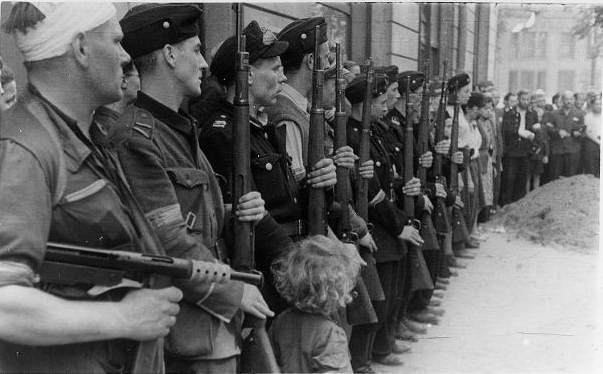
Polnische Heimatarmee in Warschau

- Warschauer Aufstand
- Aktion Burza
- Gefecht bei Kuryłówka

## Polnische Streitkräfte im Westen 1940–1945
- Schlacht um Ancona
- Luftschlacht um England

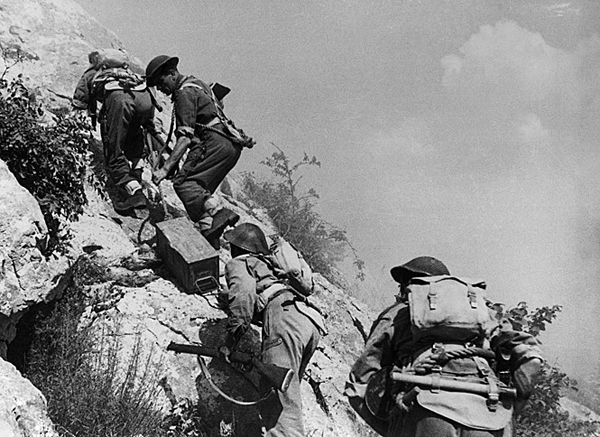
Polnische Soldaten auf Monte Cassino

- Lückenschluss des Kessels von Falaise in Chambois
- Schlacht am Kapelsche Veer
- Schlacht um Lagarde
- Operation Market Garden
- Mont Ormel
- Schlacht um Monte Cassino
- Schlacht um Narvik
- Belagerung von Tobruk
- Kämpfe um Wilhelmshaven

## Polnische Streitkräfte im Osten 1943–1945
- Schlacht um Bautzen
- Schlacht um Berlin
- Prager Operation
- Schlacht um Posen
- Schlacht um die Seelower Höhen